# Hrabstwo Delaware (Pensylwania)
Delaware – hrabstwo w stanie Pensylwania w USA. Populacja liczy 558979 mieszkańców (stan według spisu z 2010 roku).
Powierzchnia hrabstwa to 495 km² (w tym 21 km² stanowią wody). Gęstość zaludnienia wynosi 1117,8 osoby/km².

## Miejscowości

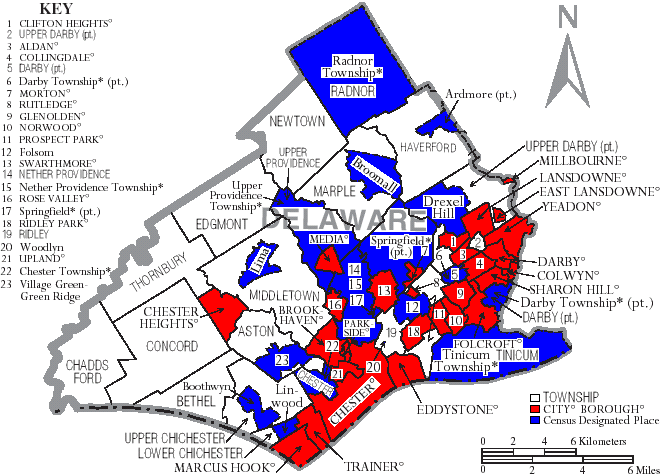
Rozmieszczenie miast i Broughs na mapie hrabstwa

### Miasta
- Chester

### Boroughs
| - Aldan - Brookhaven - Chester Heights - Clifton Heights - Collingdale - Colwyn - Darby - East Lansdowne - Eddystone | - Folcroft - Glenolden - Lansdowne - Marcus Hook - Media - Millbourne - Morton - Norwood - Parkside | - Prospect Park - Ridley Park - Rose Valley - Rutledge - Sharon Hill - Swarthmore - Trainer - Upland - Yeadon |